# できるかな
『できるかな』は、NHK教育テレビジョンで1970年（昭和45年）4月8日から1990年（平成2年）3月6日まで放送されていた幼稚園・保育園向けの教育番組、工作番組である。カラー放送。
なお、ここでは1966年（昭和41年）4月12日から1970年（昭和45年）3月28日まで放送された前身番組『なにしてあそぼう』（こちらもカラー放送）についても記述する。

## 概要
並み外れた長身にチューリップハットをかぶり、言葉を一切話さない不思議なおじさん「ノッポさん」（演：高見映）と、鳴き声と思われる音（後述）しか発しない着ぐるみの「ゴン太くん（見た目から山を参考にしていて、鼻は太陽を参考にしている）」が繰り広げる無言劇である。
また、画面には一切姿を見せない「おしゃべり」と称されるナレーション役が、身近にあるものを使って工作の説明や二人の通訳などを行いながら進行していく。
NHK教育テレビジョンにて、1970年から20年間もの間、長らく就学前の幼稚園・保育園児や小学校低学年の児童に親しまれた（ナレーションの声を、ゴン太くんが喋っていると思っていた子も多く、実際にそれに近いセリフ使いがなされてもいる）。
番組の基本的な流れは、“退屈したり遊びたがっているゴン太くんのために、ノッポさんが思い付くまま即興のように遊び道具を製作し（最初は紙やセロテープで小さなものを次々作る）、中盤はそれらで楽しくごっこ遊び等を行い、クライマックスでは段ボールとガムテープで大きな玩具を作り出す”というもの。
最終回では、それまで20年間「無言」を貫いたノッポさんが、最終回の終盤で「あーあ、しゃべっちゃった」と話したことは大きな話題になり、高見自身その時の心境と経緯を著書『ノッポさんがしゃべった日』に書いている。

### 終了後
本放送終了後も、ノッポさん・ゴン太くんがNHKや民放の様々な番組に不定期に出演したり（本項“番組史>放送後”参照）、グッズなども発売されている。19年間の放送分の中から、高見と当時のスタッフが厳選した30回分を収録したDVDが2009年12月23日に発売された。
放送ライブラリーでは『なにしてあそぼう』の1967年5月16日放送分「箱であそぼう」（第３回日本賞教育番組国際コンクール 郵政大臣賞受賞）と『できるかな』の1976年11月9日放送分「はたらくくるま」（放送文化基金賞 第4回児童・幼児向け番組部門奨励賞を受賞）が公開されている。

### 高見の死去
2022年9月にノッポさんの高見が心不全で死去。訃報は本人の希望(後述)により2023年高見の誕生日である5月10日に公表された。これを受けてNHKはEテレで深夜帯に「できるかな」4回分と高見が歌唱した『グラスホッパー』シリーズ3部作が「みんなのうた」で再放送された。その後「Eテレタイムマシン」で当初予定されていた「ひとりでできるもん!」を一週延期し、「ロボット」と最終回を再放送した。なおEテレタイムマシン枠で放送した分は再放送の予定はなし。

## 放送時間
いずれもNHK教育テレビジョン、日本時間
| 年度        | 本放送                       | 再放送                       | 再放送                       |
| ----------- | ---------------------------- | ---------------------------- | ---------------------------- |
| 1966 - 1968 | 火曜日 10:40 - 11:00（20分） | 水曜日 09:40 - 10:00（20分） | 木曜日 14:40 - 15:00（20分） |
| 1969 - 1971 | 火曜日 10:30 - 10:45（15分） | 水曜日 09:00 - 09:15（15分） | 木曜日 14:40 - 14:55（15分） |
| 1972 - 1979 | 火曜日 10:30 - 10:45（15分） | 水曜日 09:15 - 09:30（15分） | 木曜日 14:40 - 14:55（15分） |
| 1980 - 1981 | 火曜日 10:30 - 10:45（15分） | 水曜日 09:15 - 09:30（15分） | 木曜日 15:20 - 15:35（15分） |
| 1982 - 1984 | 火曜日 10:30 - 10:45（15分） | 水曜日 09:15 - 09:30（15分） | 木曜日 15:15 - 15:30（15分） |
| 1985 - 1989 | 火曜日 10:30 - 10:45（15分） | 水曜日 09:15 - 09:30（15分） | 木曜日 15:00 - 15:15（15分） |

本来は幼稚園・保育所向けの番組だが午後2時 - 3時台にも再放送されていたため、園で視聴機会のない幼児、帰宅後の小学生など児童・生徒が録画によらず視聴することも可能であった。

## 番組史

### 放送中
1960年
『できたできた』という子供向け造形指導番組が制作された。『なにしてあそぼう』の前身。
1966年
4月12日 - 『なにしてあそぼう』というタイトルでスタート。当初、ノッポさんの相方は「ムウくん」という赤い色をした熊の子で、2人で絵を書いたり工作をする番組だった。また、ノッポさんの服装もオーバーオールにハンチング帽と『できるかな』時代とは異なっていた。
1967年
5月16日 - 『なにしてあそぼう』で「箱であそぼう」が放送。後にこの回が第3回日本賞教育番組国際コンクールに参加、郵政大臣賞を受賞する。これを記念して、同年12月3日総合テレビで受賞作品の1つとして再放送（この為、この再放送のマスターからのキネレコ映像から後に再放送されることが多い為、放送日の日付が二重となり誤解される原因となっている）。後にカラーキネレコではあるものの、この番組で唯一保存されることとなる。
1970年
3月28日 - 『なにしてあそぼう』最終回。これに伴って、ムウくんも降板。ムウくんは降板した3年後の1973年に、『おかあさんといっしょ』のコーナーの1つ「ヤンヤンムウくん」で再登場した。『なにしてあそぼう』の終了につき、ノッポさんも一旦降板。後述するように1年後、視聴者の要望により復帰する。
4月8日 - 当番組の放送開始。1年目は『これは…です』というタイトルで放映され(「…」の部分には、最終的に作るものの輪郭が切り抜きスーパーで表示された)、ゴーくん（原口剛）を中心とした5人のお兄さん・お姉さんが共同で絵や工作をする番組だった。
1971年
4月7日 - 1971年度の初放送「大きいボール・小さいボール」から、復帰を願う子供たちの声に応える形で、ノッポさんが再登場。同時に初代ゴン太くん（毎回作る物に合わせて名前が変わっている）も初登場した。
1974年
4月9日 - 1974年度の初放送「らくがきしよう」から、初代ゴン太くん（子供が作ったロボットのような姿をした人形。動けない設定だった）が、2代目である着ぐるみの姿に変更。「ゴン太くん」との名コンビが誕生。
1976年
11月9日 - この日「はたらくくるま」が放送。後に放送文化基金賞 第4回児童・幼児向け番組部門奨励賞を受賞。これにより、番組がNHKで初めて放送用のマスターテープで保存される。
1989年
5月 - スタート以来、長期にわたって「おしゃべり」を担当してきたつかせのりこ急逝。かずきかずみ（大和田りつこの変名）が後任となる。
1990年
3月6日 - 最終回。ノッポさんが最終回にして初めて言葉を発する。番組終盤、ノッポさんたちの後ろから後継番組となる『つくってあそぼ』（当初は『ともだちいっぱい』の曜日別コーナー）の「ワクワクさん」（久保田雅人）と熊の「ゴロリ」が登場。ナレーターのかずきが「あれ？ノッポさん、後ろに誰かいますよ？ほらほら」と語りかけたのに対し、ノッポさんが第一声「ええ、知ってますよ～」と発声。かずきの「え？今、誰が返事したの？」という言葉に対して「え？僕！」。「ひゃあ～！」。
それに続いて、「はぁ～、あーあ、喋っちゃった。今日はね、特別なんです。えーとね、長い間ね、みんなと友達でいましたけど、『できるかな』は4月から、あの『ともだちいっぱい』という新しい番組と変わります。でね、今日はその番組の出演者の紹介です（後略）」と、ノッポさんの発した言葉は、視聴者への別れの挨拶と後番組の紹介であった。
ワクワクさんがノッポさんの手本に続き、折りたたんだ紙から星を切り抜く工作をし成功。ノッポさんは合格と評した。最後にかずきがノッポさんとゴン太くんを労う言葉と視聴者への別れの号令をかけて本編は締めくくられ、その直後に『つくってあそぼ』の放送開始日時を記した新番組告知画面を表示。
その後、ノッポさんの高見映が喉の痛みによって喋れなくなるため半年間、休養に入ることを発表。
こうして『できるかな』は、『なにしてあそぼう』から23年続いたその歴史にピリオドを打つ。

### 放送終了後
1990年頃
喉の痛みによって休養期間に入ったノッポさんの高見映が本格的に正式復帰。
フジテレビのバラエティ番組『クイズ!年の差なんて』にクイズ問題としてノッポさんとゴン太くんが出演。騎士に扮したゴン太くんがノッポさんの守るダンボール製の城壁に攻め込むというコントを演じた。このときに出された問題は「チューリップハットをかぶったこの人の名前は何でしょう?ヒントは○○さん」だった。
10月 - NHK総合テレビの音楽番組『ジャストポップアップ』に高見が「高見映」名義で出演。
1992年
8月 - NHK教育テレビジョンの夏休みの集中企画『算数だいすき』（秋山仁がメイン出演者）に、ノッポさんとして出演。このときも、最終回だけ声を発した。以後も『ノッポさんの工作塾』などNHK教育テレビジョンの夏休み企画に何度か出演する。相手役は古家貴代美が多い（2006年5月のライブパフォーマンスでも共演）。
12月23日 - NHK BS2で、NHKテレビ放送開始40周年記念番組『BS青春テレビタイムトラベル』にて、『なにしてあそぼう』が再放送される。
1997年
8月 - NHK教育テレビジョンの夏休みの集中企画『ノッポさんのパソコンとあそぼう』が放送され、このときは終始しゃべりを解禁し、優しく親しみのある声と演技力で新たなノッポさんを披露。相手役の古家と共にパソコンを使った音楽制作やお絵かきにチャレンジ。
11月24日 - NHK BS2にて『夢さがしテレビ　見た、泣いた、笑った! - 懐かしのこども番組大集合 - 』で高見がゲスト出演。
1999年
4月5日 - NHK BS2にて再放送開始。月曜～木曜日14：40-14：55に放送枠が設けられ、翌2000年3月8日まで放送される。
2004年
10月 - フジテレビのバラエティ番組『トリビアの泉』で初代ゴン太くんが復活。2代目ゴン太くんとの共演および、ノッポさんとの別れと再会が描かれた。
2005年
日本テレビのバラエティ番組『世界一受けたい授業』にノッポさんとしてテレビ出演。ゴン太くんこそ出演しなかったものの、久しぶりにテレビ放送で再現された。
3月 - CS放送スカイパーフェクTV!およびケーブルテレビの有料娯楽番組放送局ファミリー劇場にて再放送を開始。同局ホームページにてゴン太くんをあしらったサイコロのペーパークラフトを公開。
7月 - 本番組のテーマソングの替え歌がトヨタ・ポルテのCM曲として使用される。
12月8日 - NHK教育テレビジョン『天才てれびくんMAX』の生放送に、ノッポさんがゴン太くん（着ぐるみのみ）と出演。番組秘話をクイズ形式で紹介したり、レギュラー出演者とともに工作をした。ほかにも『みんなのうた』（グラスホッパー物語）でもおなじみのタップダンスを生で披露した。
2006年
2月25日 - NHK教育テレビジョン『親と子のTVスクール』にノッポさんとゴン太くん（パネルのみ）が出演。ノッポさんとして工作を行った。
4月30日（暦日上は5月1日） - NHK総合テレビ『NHKアーカイブス』において、1988年4月26日放送回「こどもの日」と『なにしてあそぼう』の1シーン（NHKが現在所有する唯一の映像「箱であそぼう」の回から）、および最終回の1シーン（ノッポさんが喋ったシーン）が放送された。
5月2日 - NHK『クイズ日本の顔』で、ノッポさんとゴン太くんが出演。
5月5日 - NHK『こどもの日sp'06』において、ノッポさんが『グラスホッパー物語』を、ゴン太くんやバッタに扮した子供たちと共に、NHK前広場でライブパフォーマンス。
6月20日 - NHK総合テレビ『スタジオパークからこんにちは』に高見がゲスト出演した。なお、番組後半にはゴン太くんも出演したほか、1990年3月6日放送分の一部が放送された。
12月29日 - コミックマーケット企業ブースにて、ノッポさんとゴン太くんが出演。前述『グラスホッパー物語』の宣伝を兼ねてミニアトラクションを行った。またこの時、12月31日の『NHK紅白歌合戦』へのスペシャルゲストとしての出演も公表した。
2007年
3月1日 - NHK放送文化賞を高見が受賞し、NHK総合テレビ『ニュースウオッチ9』において、受賞者関連のニュースを放送。後日の放送（放送日不詳）では、『できるかな』のごく一部が放送された。
8月7日 - NHK総合テレビ『サラリーマンNEO』の1コーナーに、ノッポさんとゴン太くんが出演。番組レギュラーである生瀬勝久と絡んだコントを行う。
10月21日 - 『NHKアーカイブス』にて、『なにしてあそぼう』再放送。
2008年
1月 - NHK教育テレビジョンの50周年記念番組にて、その他過去のキャラクターとともに、ノッポさんとゴン太くんが出演した。
2009年
1月6日 - 『ETV50 もう一度見たい教育テレビ「初めて出会うテレビ〜子ども番組〜」』（NHK教育テレビジョン）にノッポさんが出演。当番組以外にも『おじさん おはなししてよ』や『ブーフーウー』についても語った。
1月10日 - 『あつまれ!キッズソング50〜スプー・ワンワン 宇宙の旅〜』（NHK教育テレビジョン）で、ノッポさんとゴン太くんが出演した。ノッポさんは終始無口であったが、スプー、ワンワンにお礼言われ「どういたしまして。私も歌、大好きですから」と返事をして、スプー、ワンワンは「喋った…」と驚く。
5月8日 - 教育テレビジョン50周年記念企画として、最終回が再放送される（12月31日〈15:41 - 16:00〉にも再々放送）。
2013年 （2013年はテレビ放送開始60年であることから、特別番組などで過去の内容の一部が放送される）
1月31日 - 総合テレビ『あなたが主役 50ボイス』「テレビ60年ボイス」では、どの放送日のものかは不詳だが、「本編」の一部が流れ、78歳になった高見とゴン太くんが出演した。
2月1日 - 総合テレビ『テレビのチカラ「あの人が選ぶ“忘れられない名番組”」』（テレビ放送開始60周年記念番組）でも、どの放送日のものかは不詳だが、「本編」の一部が流れ、高見とゴン太くんが出演した。
2019年
『ゾンビが来たから人生見つめ直した件』の番組告知CMとして、ゾンビとなったノッポさんとゴン太くんが出演するWeb動画『NHKでゾンビドラマ、できるかな』を配信、29年ぶりのノッポさん役となる。また同時に『NHK週末ドラマ、おもしろく、できるかな』の動画も配信。
10月3日 - ネスレ日本「キットカット」のテレビCM「紙パッケージで、できるかな」篇にノッポさんとゴン太くんが出演、同日よりブランドサイトにて公開、翌4日からテレビ放映開始。
12月23日 ‐ Eうたドラマ『歌のおじさん Eたん』でアレンジで歌手も違うがテーマソングが流れる。
2022年
6月27日 - 『ひるまえ ほっと』（NHK放送センターが関東甲信越向けに総合テレビで月 - 金の昼前帯で生放送されている情報番組）に高見が生出演。主に番組の1970年代の発掘された映像を中心に放送された。
9月10日 - 高見が死去。88歳没
2023年
4月17日 - この日より放送を開始したサントリー食品インターナショナル「サントリー天然水」のテレビCM『未来のためにできるかな？』篇で本番組のテーマソングが使用される。CM出演者の布袋寅泰が編曲を、芦田愛菜が歌唱を担当。
5月10日 - 高見の誕生日であるこの日に訃報が公表。「亡くなったことを半年以上ふせるように」という本人の希望により、この日の発表となった。
5月14日 - 高見の訃報を受けてこの日の1時15分より追悼企画としてEテレで再放送。「ロボット」（1981年11月10日放送）、「おいしゃさん」（1982年5月11日放送）、「新聞紙」（1988年10月18日放送）、最終回の「変身」（1990年3月6日放送）の4本を連続で放映し、2時15分からは「グラスホッパー物語」シリーズ3作品も放映した。
5月19日 - 『Eテレタイムマシン』（金曜16時10分 - 16時35分）にて追悼企画として「ロボット」「変身」を再放送。
6月17日 - "高見のっぽさんをしのんで"、「ロボット」「おいしゃさん」「新聞紙」「変身（最終回）」を放送。
2025年
2月16日 - この年がテレビ放送開始100年であることから、総合テレビで18時35分にNHK放送100年関連番組のテーマソングであるサザンオールスターズ「神様からの贈り物」を歴代の番組の映像とともに流れるスペシャルムービーを初放送。同映像の一部場面にゴン太とノッポさんが登場するカットシーンが挿入されている。番組終了後にNHK MUSICの公式YouTubeにて同映像のショートバージョン、同年4月9日にロングバージョンがそれぞれ公開された。

## 出演者
ノッポさん
演 - 高見映
チューリップハットと、そこから覗くもじゃもじゃの髪の毛、長い足にパンタロン・ズボン吊りがトレードマークの工作のお兄さん。タップダンスが得意である。番組中一貫して一言も喋らずにいることがある種のトレードマークであったが、最終回にだけ声を出し、番組を見ていた幼児たちを驚かせた。
『なにしてあそぼう』の頃は髪が短く、ハンチング帽を被り、赤いオーバーオールを穿いていた。
ノッポさんの名前の由来は、演じた高見が身長181cmで当時としては背が高かったところにちなんでいる。
被っているチューリップハットは放映時期によって色が異なり、緑と薄い茶色の2種類がある。近年の登場では緑のチューリップハットを被ることが多い。
なお、本番組放送終了以降、NHKの番組（テレビ・ラジオ問わず）に出演する場合は、「高見のっぽ」として紹介されている。
ムウくん
声 - 松島みのり → 堀絢子
『なにしてあそぼう』の中で、ノッポさんの当初の相方として登場していた熊の男の子。『なにしてあそぼう』終了とともに降板。その後、1973年 - 1975年、『おかあさんといっしょ』内の「ヤンヤンムウくん」という番組で自らが主役となり、2度目の勤めを果たした。
ゴン太くん
操演 - 井村淳
人でもなく、動物でもない不思議なキャラクター。「ゴン太」は大阪でいう「やんちゃ坊主」の意。初代は1971年度から1973年度まで登場。毎回作る物に合わせ名前が変わっており、2代目のような毛は無く、洗面器（実は西ドイツ製ベビーバス）をかぶったような風貌で、常に箱の上に座った姿勢で足の裏を見せた造形だった。動けない設計だったため、ノッポさんと共に工作ができるよう1974年度からは2代目の姿に変わり、これ以降名前が「ゴン太くん」に固定された。
1974年4月1日生まれの身長175cm、胴回り235cm、足サイズ37cmだが、体重は20kgしかない。大きな赤い鼻に、茶色で寸胴短足・眠たげな大きな瞳と、緑色のリボンが巻かれた黄色の麦藁帽子がトレードマーク。おにぎりが大好物で、ピーマンが苦手。最終回では、後任のゴロリにおにぎりを渡していた。
特徴となる「ウゴウゴ」という声は、クイーカというブラジルの民族打楽器の音である。
初代の人形は、廃棄されたため現存しないが、フジテレビ『トリビアの泉』でこのことが取り上げられた際に復元された上で2代目と共演したことがある。2代目の着ぐるみは、番組終了により置き場に困っていたところ、制作に関わった八木紘一郎が引き取り、在籍する白梅学園短期大学の造形室に保管された。その後、制作者の枝常が短大を退職するに当たり、地元の幼稚園に再就職という形で譲られ季節ごとに衣装などを変えてキャラクターとして飾られている。
番組用とは別にイベント用の着ぐるみも製作されており、こちらは東京都港区のNHK放送博物館に常時展示されている。
おしゃべり（ナレーター）
演 - つかせのりこ → かずきかずみ
視聴者に対する解説にとどまらず、2人の行動に対し突っ込みを入れることも多々ある。エンディングでは必ず「君もやってみたら？おっもしろいから…じゃ、またねー！バイバーイ！」と口上していた。その名調子ぶりで子供たちを楽しませた。
なお、ライブパフォーマンスを含む各種イベントにノッポさんの相方「キミちゃん」として出演している古家が、『サラリーマンNEO』のコントでもおしゃべりを担当した。
ゴーくん
演 - 原口剛
1970年度に登場したお兄さん。

## 映像の現存状況
当番組は1980年代前半を境にして、それ以前は2インチVTR、それ以後は1インチVTRで収録し、番組を送出していた。2インチVTR時代は、テープが非常に高価で大型だったため、それとしての保存価値のある内容や再放送による利用価値等があるコンテンツ以外は原則、放送終了後は消去されて他の番組に使い回されていた。NHKが当番組をマスターテープで保存をするようになったのは1980年度途中からで（2インチVTR最後期に当たる）、それ以前の70年代の放送で唯一NHKがそれで残したのは、前述にもあった1976年11月9日放送分「はたらくくるま」で、この回が放送文化基金賞（第4回児童・幼児向け番組部門奨励賞）を受賞したことから、マスターテープで保存されることとなり、これが当番組で現存する最古のマスターテープである。幸いにもこれは前述にもある映像ソフトや、NHKアーカイブスの番組公開ライブラリーでも全編閲覧できる他、冒頭2分間のみだがNHKアーカイブスのサイト内で閲覧できる。ちなみに、前身の『なにしてあそぼう』は、前述にもある1967年05月16日放送「箱であそぼう」がカラーのキネレコ映像で残されている。2インチVTR時代はビデオテープが高価である為に、ベータマックスやVHSの家庭用VTRが発売される以前の昭和40年代までは、キネレコにして番組を保存するケースが多かった。
こういう事情もあり、NHKでは当番組を含め、マスターテープが失われた過去の放送番組の収集（制作関係者や一般視聴者らへのビデオテープ提供の呼びかけなど）を進めている。
ちなみに、NHKアーカイブスで保存されている当番組の最古のテープは、視聴者から提供された1972年7月11日放送分の映像である。この当時家庭用VTRは非常に高価でかつその多くの機種がモノクロ録画のみで（カラー録画対応機はそれより数万～10万円位高価だった）、提供されたテープもモノクロ映像で、NHK側にも現存していなかった初代ゴン太くんが登場している唯一の映像でもある。
又、番組で造形指導を行い、ゴン太くんの“生みの親”である枝常弘からは、2023年に、1976～81年の間に放送された31本が新たに発掘されている。

## その他
- 番組開始当初はタイトルの上に「ようちえん・ほいくしょ」という表記がなされていた。

- 高見映の著書『のっぽさんがしゃべった日』によると、最終回にのっぽさんが喋るかどうかについてスタッフ間で議論があったが、高見の希望で挨拶をすることに決まったとのこと。また、実は不器用であることも綴られており、毎回スタッフが所定の位置にガムテープを貼る状態まで準備してくれたことも多かった。これに関して、「周りが「言うな」とか「イメージが崩れる」って言われたんですけど、僕は正直者だから」と語っており、軽やかなステップと表情豊かな演技が多くの子供たちに受け入れられたのも「ぶきっちょだから一生懸命やれた。できたときの笑顔は本当に心から笑っていた」という[44]。
- 2006年4月30日深夜（5月1日未明）にはNHK総合テレビ『NHKアーカイブス』で1988年4月26日放送分の『できるかな』が、2007年10月21日深夜には1967年5月16日放送分[注釈 1]の『なにしてあそぼう』（NHKアーカイブスが唯一現在まで保存している回）が放送された。『なにしてあそぼう』は、1992年にもNHK BS-2で放送されたことがあり（前述）、それ以来の再放送となる。
- 番組放送中の取材記事はほとんど存在しないが、アニメ雑誌『月刊OUT』1987年12月号で、「みてるかな? できるかな」と題する番組出演者と主要スタッフのインタビュー記事が7ページに渡って組まれており、当時の番組制作サイドの生の姿を垣間見ることができる。
- NHKの番組紹介でも、高見映へのインタビューや番組製作の舞台裏の紹介がなされたことがある。このときは高見の生の声を聞くことができた。
- 2013年2月2日深夜（2月3日未明）に日本テレビ系列で放送された「日本テレビ開局60年 特別番組『TV60 日テレ×NHK 60番勝負』」では、NHKから本番組のゴン太くんとはいだしょうこ（番組内では「しょうこおねえさん」と表示・『おかあさんといっしょ』[注釈 6]）、はに丸王子（『おーい!はに丸』）が、汐留の日本テレビ局舎内を探検した[注釈 7]。
- ゴン太くんを操演していた井村淳は、2013年11月21日に敗血症のため、81歳で死去している。同年11月中旬から体調不良により入院していた[45]。
- ノッポさんを演じた高見映（高見のっぽ）は、2022年9月10日に心不全のため、88歳で死去している。本人の遺志もあり死去は公表されず、翌2023年5月10日の高見の89歳の誕生日に合わせて訃報が報じられた。当日の昼前にNHKではニュース速報で訃報が伝えられたほか、ニュースなどでも最終回のVTRが流されている[46][47]。

後継番組となった『つくってあそぼ』の「わくわくさん」を演じた久保田雅人は訃報が公表された同日、自身の公式Twitter投稿で「私より背も高く、細くて本当にのっぽだった“ノッポさん”。私より足が1.5倍長く、私の3歩は、あなたの2歩でした」「その長い脚で歩かれたエンターテイナーとしての人生に敬服しております」「本当にお疲れさまでした。ゆっくりとお休みください。心よりご冥福をお祈りいたします」と追悼した。
NHKは高見の訃報を受けて、2023年5月14日1時15分（13日25時15分）からEテレで、追悼企画として過去のアーカイブから「ロボット」（1981年11月10日放送）、「おいしゃさん」（1982年5月11日放送）、「新聞紙」（1988年10月18日放送）、最終回となった「変身」（1990年3月6日放送）の4本を放送した。2023年7月21日(金)9時45分～10時、7月24日(月)同時刻～26日(水)同時刻に上記と同じ4本を放送。
- 1990年から1993年に放送されていたバラエティ番組「ウッチャンナンチャンのやるならやらねば!」(フジテレビ)内で本番組のパロディコント「非教育番組でっきるかな？」というコントが放映されていた。内容は南原清隆演じる「ナッポさん」が毎回妙な腰使いをする「大人のジョーク」を行う。テーマに合わせて『できるかな』の替え歌（「口説けるかな」「四股踏めるかな」など）が歌われる。ナレーション(おしゃべり)は本家と同じくかずきかずみが担当した。
- 前述の通り、NHKの放送100年プロジェクトの関連番組のテーマソングであるサザンオールスターズ「神様からの贈り物」とともに、ゴン太とノッポさんが登場するカットシーンをはじめとしたNHKの歴代番組のアーカイブ映像を組み合わせたスペシャルムービーのショートとロングの異なる2形態のバージョンがそれぞれNHK MUSIC公式YouTubeチャンネルにて公開されている。

## 主題歌
初代（1970年4月 - 1983年3月）
作詞 - 山元護久 / 作曲・編曲 - 岩代浩一 / 歌 - 由起真、ザ・チャープス
二代目（1983年4月 - 1985年3月）
作詞 - 山元護久 / 作曲 - 岩代浩一 / 編曲 - 小六禮次郎 / 歌 - 沙麗人（ザ・チャープスの別名義）
三代目（1985年4月 - 1990年3月）
作詞 - 山元護久 / 作曲 - 岩代浩一 / 編曲 - 小六禮次郎 / 歌 - みちるとピーカ・ブー（藤島新の変名）

## スタッフ
なにしてあそぼう
脚本 - 山元護久
人形 - 川本喜八郎
音楽 - 宮崎尚志
演出 - 北村タツヤ
できるかな
作 - 若林一郎、山元護久、蓬萊泰三 ほか
音楽 - 岩代浩一、小六禮次郎
制作 - 柴田和夫
演出 - 中津川輝夫
造形指導 - 枝常弘、加藤晃、ヒダ・オサム、八木紘一郎
工作 - 石崎友紀、柳英克、梅谷育代、肥田幸子、大橋みちる
歌 - ザ・チャープス、由起真、みちるとピーカブーほか
制作・著作 - NHK